# Shelley Rudman
Shelley Rudman, née le 23 mars 1981 à Pewsey, est une skeletoneuse britannique, qui a participé à deux éditions des Jeux olympiques d'hiver : en 2006, elle est la seule médaillée de la délégation britannique (argent) et en 2010 à Vancouver, elle obtient la 6e place. Elle remporte le globe du classement général de la Coupe du monde en 2011-2012. Elle devient championne du monde en 2013, alors qu'elle n'est pas favorite.

## Palmarès

### Jeux olympiques d'hiver
- Jeux Olympiques de 2006 à Turin (Italie) : 
  -  Médaille d'argent.

### Championnats du monde
- 2013 :  Médaille d'or en individuel à Saint-Moritz (Suisse).

### Championnat d'Europe
- Médaille d'argent en 2006 à Saint-Moritz (Suisse).
- Médaille d'or en 2009 à Saint-Moritz (Suisse).
- Médaille de bronze en 2010 à Igls (Autriche).
- Médaille d'or en 2011 à Winterberg (Allemagne).
- Médaille de bronze en 2012 à Altenberg (Allemagne).
- Médaille d'argent en 2014 à Königssee (Allemagne).

### Coupe du monde
- 1 globe de cristal en individuel : vainqueur en 2012.
- 21 podiums individuels : 8 victoires, 7 deuxièmes places et 6 troisièmes places.

#### Détails des victoires en Coupe du monde
| Édition | Piste                      |
| 2009    | Igls Saint-Moritz          |
| 2010    | Cesana Pariol Saint-Moritz |
| 2011    | Königssee Saint-Moritz     |
| 2012    | Königssee                  |
| 2013    | Winterberg                 |